# Alluvione della Sicilia orientale del 1995
L'alluvione di Acireale e Giarre avvenne il 13 marzo 1995, quando sulla Sicilia nord-orientale e su parte della Calabria meridionale si abbatté un fortissimo nubifragio che provocò moltissimi danni, soprattutto nella zona tra Acireale, Giarre, Mascali e Riposto, dove vi furono frane ed allagamenti. Si registrò un totale di 6 vittime e 7 feriti, a cui vanno aggiunte 5 vittime e 7 dispersi sulla nave greca Pelhunter, affondata al largo della costa siciliana.

## Gli eventi
Già verso la fine di febbraio del 1995, la Protezione Civile siciliana, dopo aver consultato al meglio i bollettini meteorologici, aveva emanato un'allerta media tra le zone del catanese e del messinese per il rischio di forti precipitazioni e di qualche smottamento. Nei primi di marzo le precipitazioni si intensificarono ed inoltre l'allerta venne estesa fino alla provincia di Reggio Calabria, ma la situazione rimase perlopiù stazionaria, fino a sabato 11 marzo, quando fu emanato un comunicato della protezione civile nella quale l'allerta diventava di tipo massimo.
Alle prime ore del mattino di lunedì 13 marzo 1995 le precipitazioni iniziarono a diventare molto alte: si registrarono picchi da 224,6 mm a 253,6 mm. Le fognature cominciarono ad allagare le strade di Acireale verso le 7:30, mentre Giarre fu dichiarata allagata intorno alle 9:15. In Calabria gli eventi pluviometrici coinvolsero le zone della costa jonica e del crotonese, ove si registrarono picchi di pioggia da 178 mm a 191,6 mm. Ben presto si fecero avanti bufere, frane, smottamenti e qualche torrente in piena, le comunicazioni e la viabilità furono interrotte. Ad Acireale due palazzine vecchie crollarono ed alcune macchine si scontrarono mentre a Giarre un camion si ribaltò, schiacciando due macchine parcheggiate. Verso le 11:00 i comuni interessati dall'alluvione invitarono i cittadini a rimanere in casa e ad uscire il meno possibile. Numerosi edifici si danneggiarono e nelle campagne molto campi agricoli furono distrutti dalla violenza dell'acqua e dalla forza del vento. Si contarono in tutto 6 morti: 3 persone morte a Giarre travolte dalle acque, 2 ad Acireale morte per annegamento nelle proprie abitazioni ed una a Mascali, trascinata dalle acque all'interno di un tombino.
Inoltre l'alluvione provocò forti mareggiate, che furono la causa principale della tragedia alla nave greca Pelhunter: la nave, lasciato il porto di Riposto verso le 19:45, durante l'uscita dalla rada ovvero a 140 km dalla costa, fu colta d'improvviso da una forte mareggiata che causò l'immediato ribaltamento dell'imbarcazione che aveva a bordo 15 persone. I soccorsi, per via della difficilissima situazione in cui versavano le comunicazioni, si attivarono soltanto dopo 21:00, che riuscirono ad individuare la nave soltanto nella notte, viste le condizioni del mare in quel momento. Nel naufragio della Pelhunter morirono 5 persone, altre 3 vennero tratte in salvo mentre 7 persone non vennero più rintracciate e di fatto dichiarate disperse.